# Jo Harshbarger
Jo Harshbarger, née le 17 novembre 1956 à Aurora (Illinois), est une nageuse américaine spécialiste de la nage libre.

## Biographie
Jo Harshbarger prend part aux Jeux olympiques de 1972 à Munich et se classe 6e sur le 800 mètres nage libre.
Aux championnats du monde de 1973, elle prend la médaille d'argent à Belgrade sur le 800 mètres nage libre,.
Elle bat le record du monde du 800 mètres nage libre à deux reprises.
Elle nage pour l’université de Stanford.